# Franc Luz
Franc Luz (* 22. Dezember 1950 in Cambridge, Massachusetts) ist ein US-amerikanischer Filmschauspieler. Luz steht seit 1979 vor der Kamera.
Für seine Darstellung in der amerikanischen Seifenoper The Doctors, die zwischen 1963 und 1982 produziert wurde, wurde Luz 1980 für einen Daytime Emmy nominiert.
Luz ist seit 1978 mit Barbara Marineau verheiratet.

## Filmografie
Fernsehserien
- 1984: Remington Steele (eine Folge)
- 1984: Das A-Team (The A-Team, eine Folge)
- 1990: L.A. Law – Staranwälte, Tricks, Prozesse (L.A. Law, eine Folge)
- 1991: Raumschiff Enterprise: Das nächste Jahrhundert (Star Trek: The Next Generation, eine Folge)
- 1992;1993: Matlock (2 Folgen)
- 1993: Walker, Texas Ranger (eine Folge)
- 1998: JAG – Im Auftrag der Ehre (JAG, eine Folge)
- 1998: Baywatch – Die Rettungsschwimmer von Malibu (Baywatch, eine Folge)

Spielfilme
- 1989: Harry und Sally (When Harry Met Sally…)
- 1995: Don Juan DeMarco
- 1999: Der Todfeind (Restraining Order)